# Nick Kay
Nicholas Colin "Nick" Kay (Tamworth, Nueva Gales del Sur, 3 de agosto de 1992) es un baloncestista australiano que pertenece a la plantilla del Shimane Susanoo Magic de la B.League japonesa. Con 2,06 metros de estatura, juega en la posición de pívot.

## Trayectoria deportiva

### Inicios
Kay creció en Tamworth (Nueva Gales del Sur), y a los 17 años, se mudó a Sídney para asistir a Newington College, donde fue seleccionado para el equipo australiano sub-19.

### Universidad
Jugó cuatro temporadas con los Metro State Roadrunners de Denver de 2011 a 2015, Kay ayudó a llevar a los Roadrunners a cuatro torneos consecutivos de la NCAA y un segundo lugar nacional en 2013. 

### Profesional
Tras no ser drafteado en 2015, Kay jugó en la Liga de Baloncesto de Queensland para los Northside Wizards.
En julio de 2015, Kay firmó con los Townsville Crocodiles en los que jugó 28 partidos para los Crocs en 2015-16 y ocupó el top 20 en la NBL por minutos jugados (28.11 por juego). Promedió 10.7 puntos, 6.6 rebotes y 1.2 asistencias por partido, mientras anotaba en cifras dobles en 16 ocasiones, registraba tres dobles dobles y terminaba como el líder de la liga en rebotes ofensivos. Posteriormente fue nombrado Novato del Año NBL. 
Después de una temporada en Nueva Zelanda con los Southland Sharks, Kay firmó por Illawarra Hawks antes de la temporada 2016-17 de la NBL, en la que ayudó a los Hawks a alcanzar la gran final en 2017.
El 20 de abril de 2018, después de dos temporadas con los Illawarra Hawks, Kay firmó un contrato de tres años con los Perth Wildcats. En marzo de 2019, ganó su primer campeonato de la NBL como miembro de los Perth Wildcats. 
El 9 de abril de 2019, Kay firmó con los Wellington Saints para la temporada NBL de Nueva Zelanda 2019. 
Nick regresa a Perth Wildcats en la temporada 2019-20, en la que sería seleccionado para disputar el All-NBL por segundo año consecutivo y ayudó al equipo a conquistar la NBL y su segunda consecutiva.
El 5 de julio de 2020, firmó con el Coosur Real Betis de la Liga ACB.
En julio de 2021, firma por el Shimane Susanoo Magic de la B.League japonesa.

## Selección nacional
Consiguió la medalla de oro con Australia en los Juegos de la Commonwealth de 2018.
En el Mundial de 2019 su selección rozó el pódium, al quedar en cuarta posición. Perdió en semifinales contra España y luego contra Francia en el partido por el tercer y cuarto puesto.
En verano de 2021, fue parte de la selección absoluta australiana que participó en los Juegos Olímpicos de Tokio 2020, que ganó la medalla de bronce.
Durante agosto y septiembre de 2023 fue integrante de la selección de Australia que participó en el Mundial de 2023 celebrado en Asia, y que finalizó en décimo lugar.
Entre julio y agosto de 2024 fue parte de la selección absoluta de Australia, que disputó los Juegos Olímpicos de París, finalizando en sexta posición.